# Teichospora
Teichospora är ett släkte av svampar som beskrevs av Karl Wilhelm Gottlieb Leopold Fuckel. Teichospora ingår i familjen Teichosporaceae, ordningen Pleosporales, klassen Dothideomycetes, divisionen sporsäcksvampar och riket svampar.
Kladogram enligt Dyntaxa:
| Teichospora | \| \| Teichospora ampullacea \| \| \| \| \| \| Pleostigma jungermannicola \| \| \| \| \| \| Cucurbitaria obducens \| \| \| \| \| \| Requienella seminuda \| \| \| \| |
|             | \| \| Teichospora ampullacea \| \| \| \| \| \| Pleostigma jungermannicola \| \| \| \| \| \| Cucurbitaria obducens \| \| \| \| \| \| Requienella seminuda \| \| \| \| |
|             | Byssothecium |
|             | |
|             | Immotthia |
|             | |
|             | Teichospora ampullacea |
|             | |
|             | Pleostigma jungermannicola |
|             | |
|             | Cucurbitaria obducens |
|             | |
|             | Requienella seminuda |
|             | |

|  | Teichospora ampullacea     |
|  |                            |
|  | Pleostigma jungermannicola |
|  |                            |
|  | Cucurbitaria obducens      |
|  |                            |
|  | Requienella seminuda       |
|  |                            |